# Jan Rybiński (zm. po 1608)
Jan Rybiński (ur. ok. 1560, zm. po 1608) – polski wykładowca i poeta renesansowy.

## Życiorys
Jan Rybiński pochodził ze spolonizowanej rodziny czeskiej. Jego ojciec był ministrem zboru braci czeskich. Po studiach na uniwersytetach w Wittemberdze i w Heidelbergu (1582-1589) Rybiński został lektorem języka polskiego w Gdańskim Gimnazjum Akademickim. Był pierwszym w historii wykładowcą języka polskiego jako obcego, który wprowadził do procesu dydaktycznego teksty literackie Mikołaja Reja i Jana Kochanowskiego. W latach 1592–1594 przebywał Toruniu, gdzie pełnił funkcję sekretarza Rady Miejskiej. Dzięki pomocy Jana Zamoyskiego otrzymał od polskiego dworu królewskiego tytuł poeta regius laureatus.
W Gdańsku opublikował mowę De linquarum in genere, tum Polonicae seorsim praestantia et utilitate oratio (1589), w której przedstawiał pożytki płynące z nauki języków obcych oraz wychwalał piękno języka polskiego. W 1593 wydał w Toruniu tom poezji w języku polskim Gęśli różnorymych księga I, nawiązujący do twórczości Jana Kochanowskiego.
Jest patronem ulicy w gdańskiej dzielnicy Krakowiec-Górki Zachodnie.

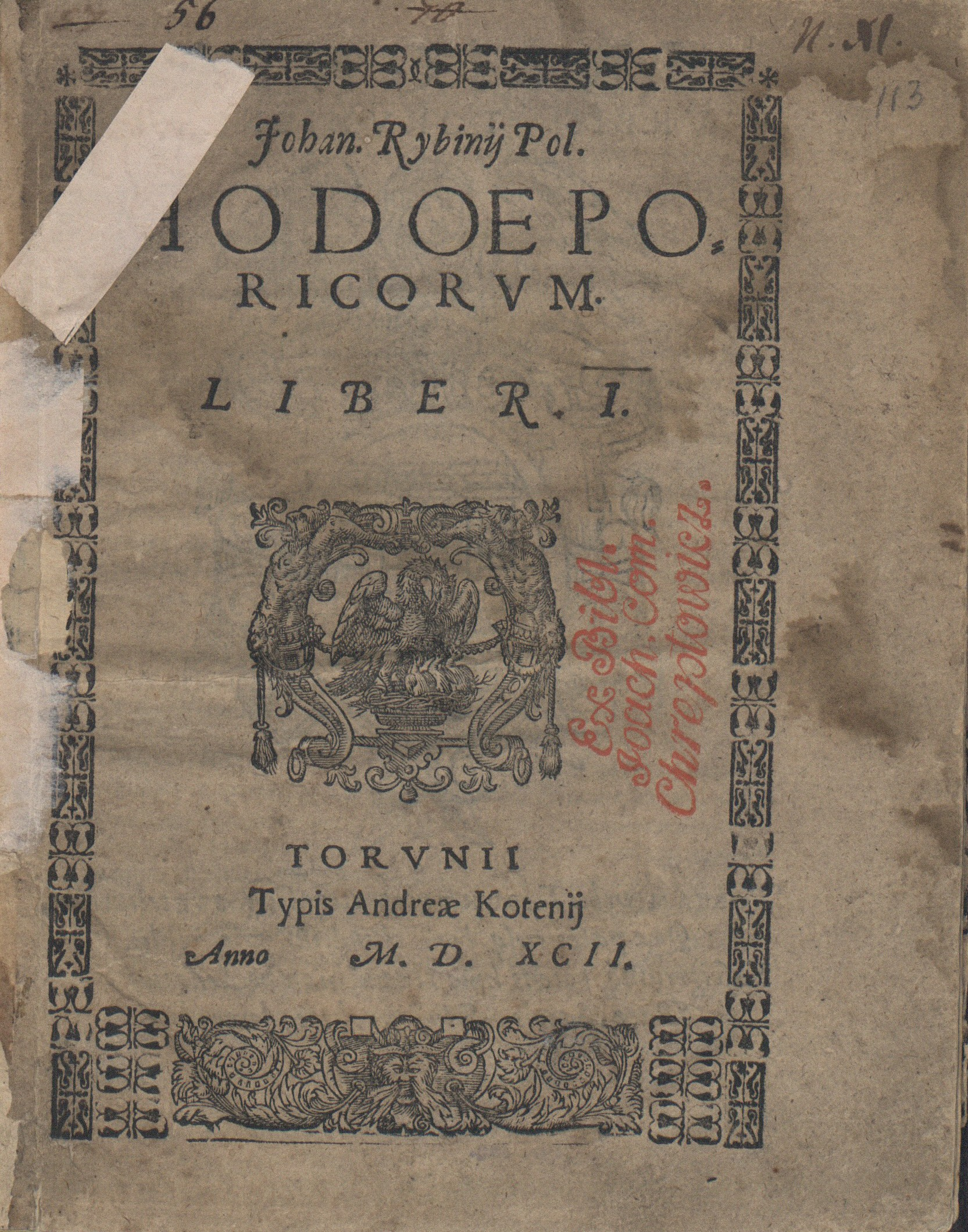
Hodoeporicorum liber I 1592
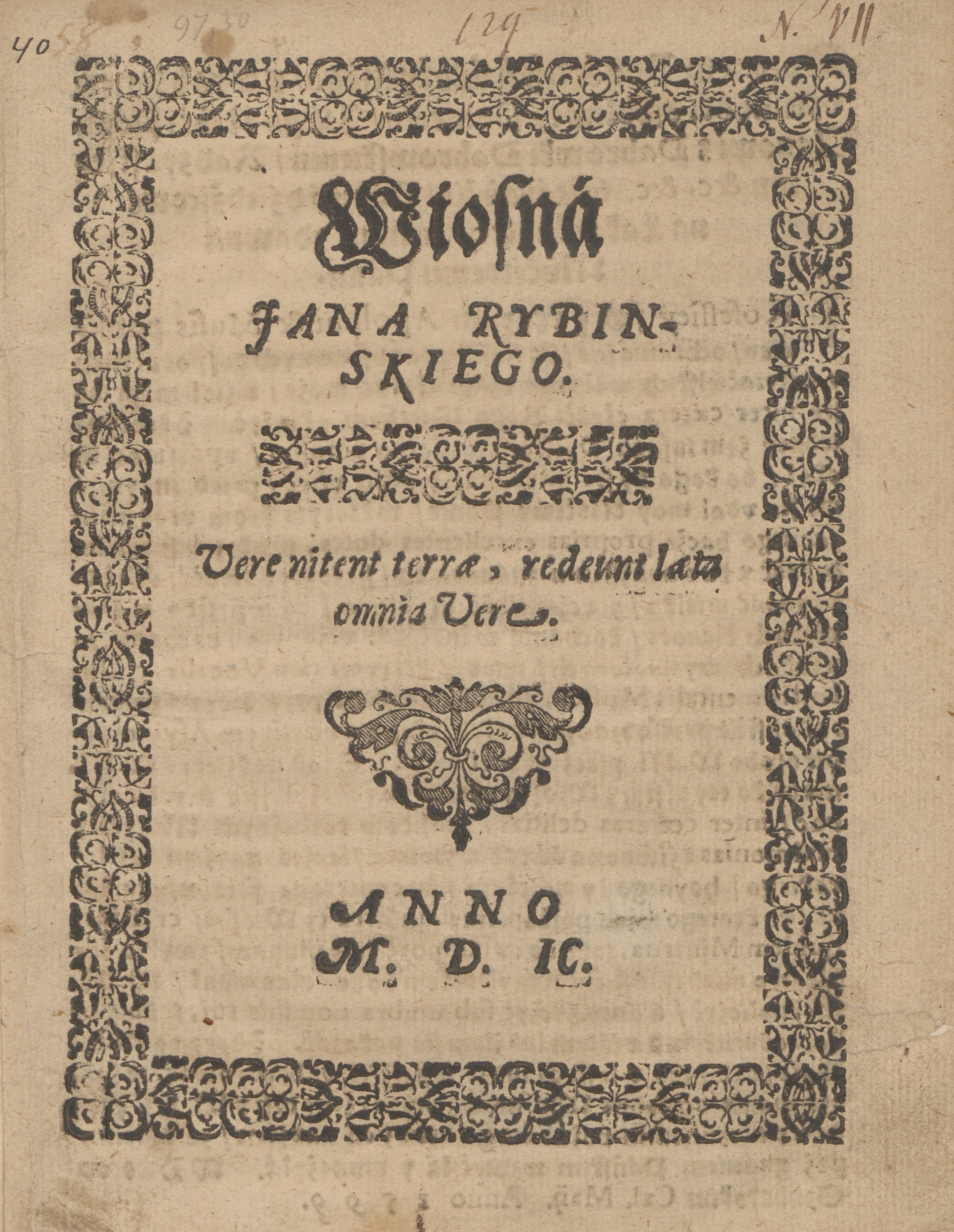
Wiosna 1599
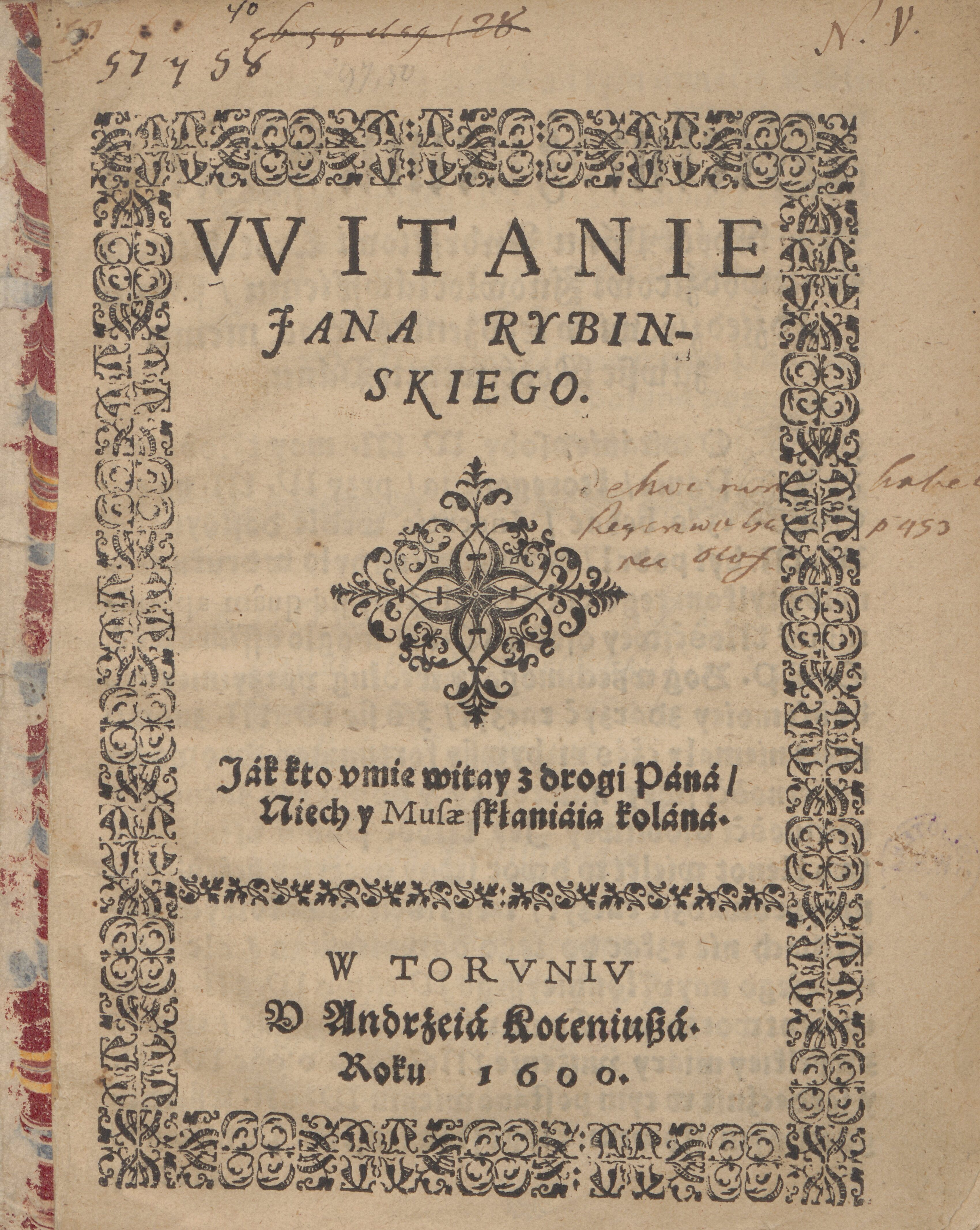
Witanie 1600